# Baron Davis
Baron Walter Louis Davis, ameriški košarkar, * 13. marec 1979, Los Angeles, Kalifornija, ZDA. Trenutno igra za ekipo Delaware 87ers na položaju organizatorja igre. Košarko je začel igrati na srednji šoli in nadeljeval na univerzi UCLA.

## Življenje
V mladosti ga je k igranju košarke vzpodbujala babica Lela Nicholson. V tistem času je svojo ekipo pripeljal do naslova na Beach Ball Classic tekmovanju. Uvrstil se je tudi na pestižno McDonald's All-American High School Basketball tekmovanje leta 1997.
Davis je bil tretji izbor na nba draftu, izbrala ga je ekipa iz New Orlensa. Na prvi tekmi proti Orlandu je Davis dosegel devet točk, pet skokov, dodal je še dve asistenci in dve ukradeni žogi. V sezoni 2000/2001 je sodeloval na NBA ALL STAR vikendu in se v zabijanju prebil do finala. Leta 2005 je bil prodan Golden Statu. V playoff končnici 2007 je Davis pomagal Warriorsom do zmage proti Dallasu z Nowitzkim na čelu, kasneje pa so skoraj premagali še Utah Jazz. Njegovo zabijanje preko Kirilenka v Oaklandu je bilo izbrano med najboljših 10 zabijanj leta. Baron Davis je v playoffu dosegel povprečno 25,3 točke, 6,5 asistenc, 2,9 ukradenih žog in 4,5 skokov. V letošnji sezoni se Warriorsi borijo za nastop v playoffu, Baron Davis pa se poteguje za najkoristnejšega igralca sezone (MVP).